# 739. grenadirski polk (Wehrmacht)
739. grenadirski polk (izvirno nemško 739. Grenadier-Regiment; kratica 739. GR) je bil pehotni polk Heera v času druge svetovne vojne.

## Zgodovina
Polk je bil ustanovljen 15. oktobra 1942 za potrebe 709. pehotne divizije. Polk je bil uničen junija 1944 ob kapitulaciji Cherbourga.